# ホルヘ・フランコ・アルビス
ブルギ’（Burgui）ことホルヘ・フランコ・アルビス（Jorge Franco Alviz、1993年10月29日 - ）は、スペイン・ブルギリョス・デル・セーロ出身のサッカー選手。HNKシベニク所属。ポジションはフォワード。

## クラブ経歴
エストレマドゥーラ州のブルギリョス・デル・セーロに生まれ、アマチュアクラブの下部組織を経て、2012年にレアル・マドリードCに加入した。2013-14シーズンにレアル・マドリード・カスティージャに昇格すると、すぐに定位置を掴み、トップチームにも度々招集されるようになった。
2015年7月3日、RCDエスパニョールにシーズン終了まで貸し出された。8月22日、レアル・マドリードでは果たせなかったラ・リーガデビューをこの日のヘタフェCF戦で記録すると、12月15日のコパ・デル・レイ3回戦レバンテUDとの一戦で移籍後初ゴールを挙げた。年明けの2月27日、スポルティング・デ・ヒホンとの試合にてラ・リーガ初ゴールを決めた。
2016年7月11日、スポルティング・デ・ヒホンに1シーズンの契約でレンタル移籍した。
2017年7月11日、デポルティーボ・アラベスに完全移籍し、4年契約を交わした。2月13日、セグンダ・ディビシオンに在籍するレアル・サラゴサにレンタルされた。
2022年2月18日、HNKシベニクに1年半契約で加入した。